# Parafia Wniebowzięcia Najświętszej Maryi Panny w Gdeszynie
Parafia Wniebowzięcia Najświętszej Maryi Panny w Gdeszynie – parafia rzymskokatolicka znajdująca się w dekanacie Grabowiec, w diecezji zamojsko-lubaczowskiej. 
Do parafii należą wierni z następujących miejscowości: Gdeszyn, Gdeszyn-Kolonia, Ostrówek i Zaborce.  